# Nati il 19 ottobre

## VII secolo(1)
- 658 - Ali ibn al-Husayn, imam arabo

## XV secolo(4)
- 1433 - Bernardo Bembo, umanista italiano († 1519)
- 1469 - John Fisher, cardinale, vescovo cattolico e umanista britannico († 1535)
- 1472 - Giovanni Luigi di Nassau-Saarbrücken, sovrano tedesco († 1545)
- 1476 - Venanzio da Varano, condottiero e politico italiano († 1503)

## XVI secolo(7)
- 1541 - Lucrezia Quistelli, pittrice italiana († 1594)
- 1545 - Giovanni Giovenale Ancina, vescovo cattolico e compositore italiano († 1604)
- 1558 - Giovanni Alberti, pittore italiano († 1601)
- 1562 - George Abbot, arcivescovo anglicano inglese († 1633)
- 1582 - Dmitrij Ivanovič di Russia, russo († 1591)
- 1589 - Falso Dimitri I di Russia, sovrano russo († 1606)
- 1590 - Dorotea Sibilla di Brandeburgo, nobildonna tedesca († 1625)

## XVII secolo(17)
- 1605 - Thomas Browne, filosofo e scrittore britannico († 1682)
- 1610 - James Butler, I duca di Ormonde, generale britannico († 1688)
- 1612 - Nicolas Chaperon, pittore e incisore francese († 1656)
- 1613 - Carlo da Sezze, religioso italiano († 1670)
- 1619 - Amato Danio, giurista italiano († 1705)
- 1619 - Ignazio Moncada, nobile e politico italiano († 1689)
- 1625 - Geertruydt Roghman, incisore olandese († 1657)
- 1633 - Benedetto Gennari junior, pittore italiano († 1715)
- 1633 - Rannuzio Pallavicino, cardinale e scrittore italiano († 1712)
- 1648 - Domenico Viva, gesuita e teologo italiano († 1726)
- 1658 - Adolfo Federico II di Meclemburgo-Strelitz, nobile († 1708)
- 1662 - Guglielmo Ernesto di Sassonia-Weimar, duca tedesco († 1728)
- 1669 - Angelo d'Acri, presbitero italiano († 1739)
- 1669 - Wirich Philipp von Daun, generale austriaco († 1741)
- 1682 - Francesco Polazzo, pittore italiano († 1752)
- 1688 - Antonio Corradini, scultore italiano († 1752)
- 1690 - Giuseppe Maria Carretti, compositore italiano († 1774)

## XVIII secolo(35)
- 1717 - Alessandro Sappa de' Milanesi, poeta italiano († 1783)
- 1718 - Victor-François de Broglie, nobile e generale francese († 1804)
- 1721 - Joseph de Guignes, orientalista francese († 1800)
- 1725 - John Sebright, VI baronetto, ufficiale inglese († 1794)
- 1726 - Luisa di Danimarca, principessa danese († 1756)
- 1727 - Onofrio Tataranni, filosofo e saggista italiano († 1803)
- 1728 - Mercy Otis Warren, scrittrice e patriota statunitense († 1814)
- 1738 - Agostino Verani, pittore italiano († 1813)
- 1742 - Saverio Mattei, letterato, musicista e avvocato italiano († 1795)
- 1748 - Thomas Graham, generale britannico († 1843)
- 1748 - Martha Wayles Skelton Jefferson, politica statunitense († 1782)
- 1751 - Charles Édouard Jennings de Kilmaine, generale irlandese († 1799)
- 1753 - Carolina Ulrica Amalia di Sassonia-Coburgo-Saalfeld, principessa († 1829)
- 1754 - Ekaterina Alekseevna Volkonskaja, nobildonna russa († 1829)
- 1758 - Stefano Borson, presbitero, mineralogista e paleontologo italiano († 1832)
- 1760 - Ignazio Greco, vescovo cattolico italiano († 1821)
- 1760 - Karoline Friederike von Haeseler, nobildonna tedesca († 1826)
- 1763 - Josef Karl von Dietrichstein, politico e nobile austriaco († 1825)
- 1766 - Henry Singleton, pittore e miniaturista britannico († 1839)
- 1767 - Henri-François Riesener, pittore francese († 1828)
- 1773 - Luigi Rados, incisore e pittore italiano († 1840)
- 1773 - Sante Viola, avvocato e storico italiano († 1838)
- 1774 - Charles Cornwallis, II marchese Cornwallis, politico britannico († 1823)
- 1774 - Alessandro de Rege di Gifflenga, generale italiano († 1842)
- 1776 - Maurice Ourry, drammaturgo, poeta e giornalista francese († 1843)
- 1777 - Adam Bittner, astronomo, matematico e filosofo ceco († 1844)
- 1784 - Georges-Pierre-Paul-Joseph Chaix, pittore francese († 1834)
- 1784 - Leigh Hunt, saggista, poeta e scrittore inglese († 1859)
- 1784 - Jean Baptiste McLoughlin, politico canadese († 1857)
- 1788 - Bonifacio Visconti d'Ornavasso, generale italiano († 1877)
- 1791 - Gaetano Errico, presbitero italiano († 1860)
- 1793 - Carl Traugott Beilschmied, botanico e farmacista tedesco († 1848)
- 1794 - Temple Chevallier, astronomo, matematico e prete inglese († 1873)
- 1794 - Charles Robert Leslie, pittore statunitense († 1859)
- 1797 - Girvan Yuddha Bikram Shah, re nepalese († 1816)

## XIX secolo(138)
- 1804 - Francisque Duret, scultore francese († 1865)
- 1808 - Antonio Ghivizzani, politico e magistrato italiano († 1884)
- 1810 - Cassius Marcellus Clay, politico, diplomatico e militare statunitense († 1903)
- 1810 - Jules Malou, politico belga († 1886)
- 1811 - Francesco Antonio Mazziotti, patriota e politico italiano († 1878)
- 1811 - Andreas Munch, poeta e drammaturgo norvegese († 1884)
- 1811 - Friedrich Wieseler, filologo classico e archeologo tedesco († 1892)
- 1812 - Agostino Bertani, medico, patriota e politico italiano († 1886)
- 1813 - Odoardo Agnelli, vescovo cattolico e diplomatico italiano († 1878)
- 1814 - Theodōros Vryzakīs, pittore greco († 1878)
- 1815 - Girolamo d'Adda, nobile, politico e letterato italiano († 1881)
- 1816 - Simon Aichner, arcivescovo cattolico austriaco († 1910)
- 1816 - Carlo Tenca, letterato, giornalista e politico italiano († 1883)
- 1817 - Raffaele Rubini, matematico italiano († 1890)
- 1817 - Tom Taylor, critico letterario e scrittore inglese († 1880)
- 1821 - Karl Windisch-Graetz, militare austriaco († 1859)
- 1822 - Demetrio Salazar, patriota e pittore italiano († 1882)
- 1824 - Ferdinando di Borbone-Spagna, nobile spagnolo († 1861)
- 1826 - Colomba Antonietti, patriota italiana († 1849)
- 1826 - Luigi di Nocera, nobile, banchiere e imprenditore italiano († 1902)
- 1827 - Charles Cordier, scultore francese († 1905)
- 1827 - Michelangelo De Cesare, politico italiano († 1911)
- 1828 - Adolfo Fumagalli, pianista e compositore italiano († 1856)
- 1829 - Giovanni di Kronštadt, religioso russo († 1908)
- 1832 - Allen Bathurst, VI conte Bathurst, nobile e politico britannico († 1892)
- 1832 - Vincenzo Di Giovanni, filologo, arcivescovo cattolico e filosofo italiano († 1903)
- 1832 - Giovanni Battista Maccari, poeta italiano († 1868)
- 1832 - Moritz Manfroni von Manfort, ammiraglio austriaco († 1889)
- 1833 - Paul Bert, fisiologo e politico francese († 1886)
- 1833 - Adam Lindsay Gordon, poeta, fantino e politico australiano († 1870)
- 1836 - Giuseppe Bonardi, patriota e politico italiano († 1898)
- 1838 - Elizaveta Grigor'evna Volkonskaja, nobildonna russa († 1897)
- 1839 - Jane Morris, modella britannica († 1914)
- 1840 - Angelo Graffagni, politico italiano († 1910)
- 1840 - Giuseppe Maccari, poeta italiano († 1867)
- 1841 - Domenico Ridola, medico, politico e archeologo italiano († 1932)
- 1842 - Francesco Cocco-Ortu, politico italiano († 1929)
- 1846 - Juan Bautista Castro, arcivescovo cattolico venezuelano († 1915)
- 1847 - Aristide Baragiola, linguista italiano († 1920)
- 1850 - Annie Smith Peck, alpinista e attivista statunitense († 1935)
- 1855 - Paolina di Waldeck e Pyrmont, principessa († 1925)
- 1856 - Edmund Beecher Wilson, genetista e zoologo statunitense († 1939)
- 1858 - George Albert Boulenger, zoologo e botanico britannico († 1937)
- 1859 - Luigia Cerale, danzatrice italiana († 1937)
- 1859 - Georg Knorr, imprenditore tedesco († 1911)
- 1859 - Giovanni Landini, imprenditore italiano († 1924)
- 1861 - Aimé Haegeman, cavaliere belga († 1935)
- 1862 - Pierre-Thiébaut-Charles-Maurice Janin, generale francese († 1946)
- 1862 - Auguste e Louis Lumière, regista e inventore francese († 1954)
- 1863 - Gustav Frenssen, scrittore tedesco († 1945)
- 1863 - Charles Huleatt, archeologo, calciatore e allenatore di calcio inglese († 1908)
- 1863 - Oscar Larsen, attore norvegese († 1939)
- 1864 - Émile-Félix Gautier, geografo e etnografo francese († 1940)
- 1864 - Li Yuanhong, politico e militare cinese († 1928)
- 1864 - Thomas Pakenham, V conte di Longford, generale irlandese († 1915)
- 1866 - Jacqueline Marval, pittrice francese († 1932)
- 1867 - Nikolaj Aleksandrovič Lochvickij, militare russo († 1933)
- 1867 - Sisto da Pisa, religioso italiano († 1943)
- 1868 - John Saint-Helier Lander, pittore inglese († 1944)
- 1871 - Karol Adwentowicz, attore, regista teatrale e regista cinematografico polacco († 1958)
- 1871 - Luigi Albertini, giornalista, editore e politico italiano († 1941)
- 1871 - Walter Bradford Cannon, fisiologo statunitense († 1945)
- 1871 - Fëdor Dan, scrittore, politico e medico russo († 1947)
- 1871 - David Miles, attore e regista statunitense († 1915)
- 1871 - Cesare Serono, chimico e politico italiano († 1952)
- 1872 - Jacques Edwin Brandenberger, chimico svizzero († 1954)
- 1873 - Giorgio Anselmi, funzionario e politico italiano († 1961)
- 1873 - Jaap Eden, pattinatore di velocità su ghiaccio e pistard olandese († 1925)
- 1873 - Baldomer Gili Roig, pittore, disegnatore e fotografo spagnolo († 1926)
- 1874 - Giuseppe Micheli, politico e notaio italiano († 1948)
- 1874 - Vladimir Petrovič Potëmkin, politico e diplomatico sovietico († 1946)
- 1875 - Theodor Duesterberg, politico e militare tedesco († 1950)
- 1875 - Paul Lebréton, tennista francese († 1960)
- 1876 - Mordecai Brown, giocatore di baseball statunitense († 1948)
- 1877 - Carlo Centurione Scotto, avvocato e politico italiano († 1958)
- 1877 - Ildebrando Cocconi, avvocato e scrittore italiano († 1943)
- 1877 - Joanni Perronet, schermidore e maestro di scherma francese († 1950)
- 1877 - Olof Thörnell, generale svedese († 1977)
- 1878 - Michail Andreevič Osorgin, scrittore, giornalista e saggista russo († 1942)
- 1879 - Giuseppe Gentile, diplomatico e politico italiano († 1955)
- 1880 - Scotty Mattraw, doppiatore statunitense († 1946)
- 1880 - Sergej Trufanov, religioso russo († 1952)
- 1881 - Francesco Lodesani, scultore italiano († 1953)
- 1881 - Maurice Gignoux, geologo francese († 1955)
- 1881 - Patrick Heeney, compositore irlandese († 1911)
- 1882 - Umberto Boccioni, pittore, scultore e scrittore italiano († 1916)
- 1882 - Sam Flint, attore statunitense († 1980)
- 1882 - Giancarlo Vallauri, ingegnere, ammiraglio e docente italiano († 1957)
- 1884 - Giovanni Minozzi, presbitero italiano († 1959)
- 1885 - Luigi Cammarata, vescovo cattolico italiano († 1950)
- 1885 - Sanford Myron Zeller, micologo statunitense († 1948)
- 1886 - Yitzchak Zev Soloveitchik, rabbino e educatore bielorusso († 1959)
- 1886 - Adolf Werner, calciatore tedesco († 1975)
- 1887 - Fulvio Cordignano, presbitero, missionario e gesuita italiano († 1952)
- 1888 - Eugenio Garrone, militare italiano († 1918)
- 1888 - Walter McGrail, attore statunitense († 1970)
- 1889 - Bert Coleman, calciatore inglese († 1958)
- 1889 - Erwin Rauch, generale tedesco († 1969)
- 1889 - Enrico Somaré, critico d'arte, gallerista e poeta italiano († 1953)
- 1889 - Alessandro Terracini, matematico italiano († 1968)
- 1889 - Adelaide di Schleswig-Holstein-Sonderburg-Glücksburg, principessa († 1964)
- 1891 - George Antonius, storico libanese († 1942)
- 1891 - Henning Svensson, allenatore di calcio e calciatore svedese († 1979)
- 1892 - Chen Gongbo, politico cinese († 1946)
- 1892 - Ilmari Hannikainen, compositore e pianista finlandese († 1955)
- 1892 - Hermann Knaus, chirurgo austriaco († 1970)
- 1892 - Carlo Marescotti Ruspoli, militare italiano († 1942)
- 1892 - Tommy Browell, calciatore inglese († 1955)
- 1894 - Giovanni Emanuele Barié, filosofo italiano († 1956)
- 1894 - Carl Hubbs, naturalista statunitense († 1979)
- 1895 - Natale Gorini, politico italiano († 1978)
- 1895 - Mat, illustratore e fumettista francese († 1982)
- 1895 - Lewis Mumford, urbanista e sociologo statunitense († 1990)
- 1896 - Friedrich Bonte, militare tedesco († 1940)
- 1896 - Leonardo Castellani, pittore e scrittore italiano († 1984)
- 1896 - Nat Holman, cestista e allenatore di pallacanestro statunitense († 1995)
- 1896 - Mārtiņš Zemītis, calciatore lettone († 1995)
- 1896 - Domingos Coutinho, cavallerizza portoghese († 1984)
- 1897 - Michail Barulin, compositore di scacchi sovietico († 1943)
- 1897 - Alberto Cavaliere, poeta, giornalista e politico italiano († 1967)
- 1897 - Vlado Černozemski, rivoluzionario e terrorista bulgaro († 1934)
- 1897 - Henrieta Delavrancea, architetta rumena († 1987)
- 1897 - Pedro Llorente, allenatore di calcio spagnolo
- 1897 - Antonio Slongo, presbitero italiano († 1958)
- 1897 - Ivan Alekseevič Susloparov, generale sovietico († 1974)
- 1898 - Mihály Balacics, allenatore di calcio e calciatore ungherese
- 1899 - Miguel Ángel Asturias, scrittore, poeta e drammaturgo guatemalteco († 1974)
- 1899 - Consuelo N. Bailey, politica e avvocatessa statunitense († 1976)
- 1899 - Giovanni Fausti, gesuita e missionario italiano († 1946)
- 1899 - Marino Leidi, dirigente sportivo e calciatore italiano
- 1899 - Michele Schirru, anarchico italiano († 1931)
- 1899 - Erich Übelacker, ingegnere tedesco († 1977)
- 1900 - Erna Berger, soprano tedesco († 1990)
- 1900 - Georg Häfner, presbitero tedesco († 1942)
- 1900 - Pietro Micheletti, militare italiano († 2005)
- 1900 - Romolo Parboni, pugile italiano († 1970)
- 1900 - Bill Ponsford, crickettista australiano († 1991)
- 1900 - Theodoro Valcárcel, compositore peruviano († 1942)

## XX secolo(780)
- 1901 - David Collet, canottiere britannico († 1904)
- 1901 - Primo Longobardo, militare e marinaio italiano († 1942)
- 1901 - Ľudo Ondrejov, scrittore e poeta slovacco († 1962)
- 1902 - Zenone Benini, politico italiano († 1976)
- 1902 - Andrée Dupeyron, aviatrice francese († 1988)
- 1902 - Ferdinando Flora, astronomo e storico della scienza italiano († 1968)
- 1902 - Giovanni Gozzi, lottatore italiano († 1976)
- 1902 - Bob Mark, truccatore statunitense († 1968)
- 1902 - Francesco Speranza, pittore italiano († 1984)
- 1903 - Jean Delsarte, matematico francese († 1968)
- 1903 - Otto Furrer, sciatore alpino e sciatore di pattuglia militare svizzero († 1951)
- 1903 - Emanuele Giardina, avvocato, politico e giornalista italiano († 1986)
- 1903 - James Monteith Grant, avvocato britannico († 1981)
- 1903 - Tor Johnson, attore e wrestler svedese († 1971)
- 1903 - Fulvio Palmieri, giornalista, scrittore e sceneggiatore italiano († 1966)
- 1904 - Emma Baron, attrice italiana († 1986)
- 1904 - Antonio Biggi, artista, scultore e pittore italiano († 1966)
- 1904 - Levi Casey, triplista statunitense († 1983)
- 1905 - Antonio Capua, politico italiano († 1996)
- 1905 - Dragutin Ciotti, ginnasta jugoslavo († 1974)
- 1905 - Jean Dries, pittore francese († 1973)
- 1905 - Wolfgang Lukschy, attore e doppiatore tedesco († 1983)
- 1906 - Bandō Mitsugorō VIII, attore giapponese († 1975)
- 1907 - Cesare Piva, militare e partigiano italiano († 1943)
- 1908 - Ángel Lulio Cabrera, botanico spagnolo († 1999)
- 1908 - Tullio De Prato, aviatore e militare italiano († 1981)
- 1908 - Henri Garnier, ciclista su strada belga († 2003)
- 1909 - Muhammad Ali Bogra, politico pakistano († 1963)
- 1909 - Robert Beatty, attore canadese († 1992)
- 1909 - Carlo Dibiasi, tuffatore italiano († 1984)
- 1909 - Andrej Vladimirovič Frolov, regista cinematografico sovietico († 1967)
- 1909 - François Masai, filologo e storico belga († 1979)
- 1909 - Marguerite Perey, chimica francese († 1975)
- 1910 - Subrahmanyan Chandrasekhar, fisico, astrofisico e matematico indiano († 1995)
- 1910 - André-Marie Dubarle, presbitero e teologo francese († 2002)
- 1910 - Shunkichi Hamada, hockeista su prato giapponese († 2009)
- 1910 - Dan Tobin, attore statunitense († 1982)
- 1911 - Hilde Spiel, scrittrice e giornalista austriaca († 1990)
- 1912 - Nice Contieri, slavista italiana († 1965)
- 1912 - Mario Foschiani, partigiano italiano († 1945)
- 1912 - Stephen Ward, medico e disegnatore britannico († 1963)
- 1912 - Kazuo Yamada, compositore e direttore d'orchestra giapponese († 1991)
- 1913 - Haxhi Lleshi, politico albanese († 1998)
- 1913 - Ruggero Maghini, pianista e compositore italiano († 1977)
- 1913 - Vinícius de Moraes, poeta, cantautore e drammaturgo brasiliano († 1980)
- 1913 - Piero Portalupi, direttore della fotografia italiano († 1971)
- 1913 - Vasco Pratolini, scrittore italiano († 1991)
- 1913 - Lars Swane, pittore e incisore danese († 2002)
- 1914 - Alfonz Bednár, traduttore e sceneggiatore slovacco († 1989)
- 1914 - Leni Lohmar, nuotatrice tedesca († 2006)
- 1914 - Juanita Moore, attrice statunitense († 2014)
- 1914 - Aurelio Sorrentino, arcivescovo cattolico italiano († 1998)
- 1915 - Vittorio Ottaviani, vescovo cattolico italiano († 1998)
- 1915 - Kiril Simonovski, allenatore di calcio e calciatore jugoslavo († 1984)
- 1915 - Muhammad Husayn al-Dhahabi, docente e politico egiziano († 1977)
- 1916 - Katharine Bard, attrice statunitense († 1983)
- 1916 - Jean Dausset, fisiologo e immunologo francese († 2009)
- 1916 - Ėmil' Grigor'evič Gilel's, pianista sovietico († 1985)
- 1916 - David Lewis, attore statunitense († 2000)
- 1917 - José Cardús Aguilar, calciatore spagnolo († 2006)
- 1917 - Evgenija Petrovna Antipova, artista e pittrice russa († 2009)
- 1917 - Paul Klingenburg, pallanuotista tedesco († 1964)
- 1917 - René Laurentin, presbitero e teologo francese († 2017)
- 1917 - Ismael Rodríguez, regista cinematografico, sceneggiatore e attore messicano († 2004)
- 1918 - Ian Bazalgette, militare e aviatore canadese († 1944)
- 1918 - Achiel Bruneel, ciclista su strada e pistard belga († 2008)
- 1918 - Fiorenzo Carpi, compositore italiano († 1997)
- 1918 - Aleksandr Arkad'evič Galič, poeta, drammaturgo e cantante sovietico († 1977)
- 1918 - Oscar Hold, calciatore e allenatore di calcio inglese († 2005)
- 1918 - Russell Kirk, politologo, filosofo e critico letterario statunitense († 1994)
- 1918 - Bob Sweeney, attore e regista statunitense († 1992)
- 1919 - Gino Ciolini, teologo italiano († 2005)
- 1919 - Mikuláš Huba, attore slovacco († 1986)
- 1919 - Wilfred Jacobs, politico antiguo-barbudano († 1995)
- 1919 - Franco Mazzini, storico dell'arte italiano († 2003)
- 1920 - Alberto Boccanegra, filosofo e teologo italiano († 2010)
- 1920 - Piero Boni, sindacalista e partigiano italiano († 2009)
- 1920 - Gianfranco D'Aronco, politico e filologo italiano († 2019)
- 1920 - Fioretta Dolfi, attrice italiana
- 1920 - LaWanda Page, attrice statunitense († 2002)
- 1920 - Guido Sacerdote, regista televisivo, autore televisivo e produttore televisivo italiano († 1988)
- 1920 - Lidoro Soria, calciatore argentino
- 1920 - Carlo Taverna, militare e partigiano italiano († 2023)
- 1920 - Harry Alan Towers, sceneggiatore, produttore cinematografico e produttore televisivo britannico († 2009)
- 1921 - Achille Accili, politico italiano († 2007)
- 1921 - Giacomo Cesaroni, militare italiano († 1942)
- 1921 - François Maesschalck, pallanuotista belga
- 1921 - George Nader, attore statunitense († 2002)
- 1921 - Gunnar Nordahl, calciatore e allenatore di calcio svedese († 1995)
- 1921 - Emilio Pegoraro, politico e partigiano italiano († 2022)
- 1921 - Ester Fiorenza Riposi, partigiana e attivista italiana († 2016)
- 1921 - Giuseppe Viel, politico italiano († 1989)
- 1922 - Bruno Benelli, politico italiano († 1968)
- 1922 - Armando Gobetto, anatomista e veterinario italiano († 2001)
- 1922 - Ebrahim Golestan, regista, sceneggiatore e scrittore iraniano († 2023)
- 1922 - Oreste Guaraldo, calciatore italiano († 1999)
- 1922 - Corrado Spagnolo, ufficiale italiano († 1943)
- 1923 - Guido Bernardi, politico italiano († 1995)
- 1923 - Virgilio Dalupan, allenatore di pallacanestro filippino († 2016)
- 1923 - Giosuè Salomone, politico italiano († 2004)
- 1923 - Salvinu Schembri, calciatore maltese († 2008)
- 1924 - Franco Gallarotti, politico italiano († 2018)
- 1924 - Howie Janotta, cestista statunitense († 2010)
- 1924 - Mario Mencatelli, partigiano italiano († 1944)
- 1924 - Sonia Micela, pittrice italiana († 1988)
- 1924 - Lubomír Štrougal, politico cecoslovacco († 2023)
- 1925 - Maria Luisa Aguirre D'Amico, scrittrice e traduttrice italiana († 2008)
- 1925 - Giuseppe Caranci, politico italiano († 2024)
- 1925 - Aldo Da Rold, politico italiano († 2022)
- 1925 - Raymond Impanis, ciclista su strada e pistard belga († 2010)
- 1925 - Czesław Kiszczak, militare e politico polacco († 2015)
- 1925 - Emilio Eduardo Massera, ammiraglio argentino († 2010)
- 1926 - Arne Bendiksen, cantante norvegese († 2009)
- 1926 - Antonino Di Vita, archeologo e funzionario italiano († 2011)
- 1926 - Marjorie Tallchief, ballerina statunitense († 2021)
- 1926 - Ilona Vékony, ex cestista ungherese
- 1927 - Pierre Alechinsky, pittore, scultore e incisore belga
- 1927 - Ferruccio Antonelli, medico e psichiatra italiano († 2000)
- 1927 - Angelo Borri, calciatore italiano
- 1927 - Mario Renato Cornejo Radavero, vescovo cattolico peruviano († 2015)
- 1927 - Bedford Jezzard, calciatore e allenatore di calcio inglese († 2005)
- 1927 - Vic Lockman, fumettista statunitense († 2017)
- 1927 - Red McCombs, imprenditore statunitense († 2023)
- 1927 - Alfred Pauletto, pittore, disegnatore e illustratore svizzero († 1985)
- 1927 - Hans Schäfer, calciatore tedesco († 2017)
- 1927 - Girolamo Tripodi, sindacalista e politico italiano († 2018)
- 1928 - Emiliano Farina, allenatore di calcio e calciatore italiano († 2012)
- 1928 - Francisc Horvath, ex lottatore rumeno
- 1928 - Borisav Jović, politico serbo († 2021)
- 1928 - Michael Meier, arcivescovo cattolico tedesco († 2022)
- 1928 - Lou Scheimer, produttore televisivo e doppiatore statunitense († 2013)
- 1928 - Mustapha Zitouni, allenatore di calcio e calciatore algerino († 2014)
- 1929 - Giorgio Bernardi Perini, latinista, filologo classico e traduttore italiano († 2017)
- 1929 - Luciano Ercoli, regista, produttore cinematografico e sceneggiatore italiano († 2015)
- 1929 - Walter Moretti, storico della letteratura italiano († 2008)
- 1929 - Igor' Novikov, pentatleta sovietico († 2007)
- 1929 - Henry Proctor, canottiere statunitense († 2005)
- 1929 - Lewis Wolpert, biologo, ingegnere e saggista sudafricano († 2021)
- 1930 - Lino Bortolo Belotti, vescovo cattolico e missionario italiano († 2018)
- 1930 - Paolo Corradini, chimico italiano († 2006)
- 1930 - Fausto Curi, critico letterario italiano
- 1930 - Etrio Fidora, giornalista italiano († 2015)
- 1930 - Leopoldo Mazzarolli, giurista italiano († 2015)
- 1930 - Milton Santos Marques, ex cestista brasiliano
- 1930 - Kalervo Rauhala, lottatore finlandese († 2016)
- 1930 - Sergio Vuskovic, politico e scrittore cileno († 2021)
- 1931 - John le Carré, scrittore britannico († 2020)
- 1931 - Roberto Colacicchi, geologo italiano († 2024)
- 1931 - Manolo Escobar, cantante spagnolo († 2013)
- 1931 - Atsushi Miyagi, tennista giapponese († 2021)
- 1931 - Ferenc Pinter, illustratore e pittore italiano († 2008)
- 1931 - Rubens de Falco, attore brasiliano († 2008)
- 1932 - Dalmo Gaspar, allenatore di calcio e calciatore brasiliano († 2015)
- 1932 - Luigi Genero, ex calciatore italiano
- 1932 - Gorō Hasegawa, inventore giapponese († 2016)
- 1932 - Igor Mel'čuk, linguista russo
- 1932 - Robert Reed, attore statunitense († 1992)
- 1932 - Umberto Scardaoni, politico italiano († 2016)
- 1933 - Wistin Abela, politico maltese († 2014)
- 1933 - Geraldo Majella Agnelo, cardinale e arcivescovo cattolico brasiliano († 2023)
- 1933 - Andrée Hermet, cestista francese († 2023)
- 1933 - Robert Linderholm, astronomo statunitense († 2013)
- 1933 - Giovanna Lucchi, politica italiana († 2018)
- 1933 - James Martin, informatico inglese († 2013)
- 1934 - Yakubu Gowon, politico nigeriano
- 1934 - Eva-Maria Hagen, attrice e cantante tedesca († 2022)
- 1934 - Theo Klöckner, ex calciatore tedesco
- 1934 - Glória Menezes, attrice brasiliana
- 1935 - Cristiano Cervato, calciatore italiano († 2017)
- 1935 - Pino Pascali, artista italiano († 1968)
- 1935 - Agne Simonsson, calciatore e allenatore di calcio svedese († 2020)
- 1936 - James Bevel, attivista statunitense († 2008)
- 1936 - Sylvia Browne, sensitiva, saggista e insegnante statunitense († 2013)
- 1936 - Angelo La Russa, politico italiano
- 1936 - Tony Lo Bianco, attore statunitense († 2024)
- 1936 - Aleida March, rivoluzionaria e politica cubana
- 1936 - Dimitris Stefanakos, calciatore greco († 2021)
- 1936 - Mario Volpe, artista colombiano († 2013)
- 1937 - Renata Adler, scrittrice, giornalista e critica cinematografica statunitense
- 1937 - Francesco Blasi, biologo italiano
- 1937 - Teresa Ciepły, ostacolista e velocista polacca († 2006)
- 1937 - János Rózsa, regista, produttore cinematografico e montatore ungherese
- 1938 - Noel Blanc, doppiatore statunitense
- 1938 - Cristiana Bortolotti, ex schermitrice italiana
- 1938 - Peter Dinsdale, allenatore di calcio e calciatore inglese († 2004)
- 1938 - Ed Evanko, attore, baritono e presbitero canadese († 2018)
- 1938 - Eugenio Montejo, poeta e saggista venezuelano († 2008)
- 1938 - Renzo Selmo, ex calciatore italiano
- 1938 - Majid bin 'Abd al-'Aziz Al Sa'ud, principe e politico saudita († 2003)
- 1939 - Anna Ottani Cavina, storica dell'arte italiana
- 1939 - Danas Pozniakas, pugile lituano († 2005)
- 1939 - Gladys Zender, modella peruviana
- 1939 - Dick de Jongh, logico e matematico olandese
- 1940 - Erika Außerdorfer, slittinista italiana († 2018)
- 1940 - Augusto Bianchi Rizzi, commediografo, scrittore e attore italiano († 2014)
- 1940 - Franco Cacciatori, ex calciatore italiano
- 1940 - Marcella Continanza, giornalista e scrittrice italiana († 2020)
- 1940 - Michael Gambon, attore irlandese († 2023)
- 1940 - Jerzy Kulej, pugile polacco († 2012)
- 1940 - Juan Carlos Maccarone, vescovo cattolico argentino († 2015)
- 1940 - Giuseppe Nirta, mafioso italiano († 2023)
- 1940 - Paulo César Peréio, attore e doppiatore brasiliano († 2024)
- 1940 - Francisco Vidagany, ex calciatore spagnolo
- 1940 - Giampaolo Zennaro, regista e scenografo italiano
- 1941 - Yairah Amit, teologa israeliana
- 1941 - Eddie Daniels, musicista e compositore statunitense
- 1941 - Joe Gilroy, allenatore di calcio e ex calciatore scozzese
- 1941 - Simon Ward, attore britannico († 2012)
- 1941 - Nurit Zarchi, scrittrice israeliana
- 1942 - Edmond Baraffe, calciatore e allenatore di calcio francese († 2020)
- 1942 - Iñaki Gabilondo, giornalista spagnolo
- 1942 - Mirja Lehtonen, fondista finlandese († 2009)
- 1942 - Péter Medgyessy, politico ungherese
- 1942 - Janice Murphy, nuotatrice australiana († 2018)
- 1942 - Jim Rogers, imprenditore statunitense
- 1942 - Carlo Rossella, giornalista e dirigente d'azienda italiano
- 1942 - Andrew Vachss, scrittore statunitense († 2021)
- 1943 - Adolfo Aristarain, regista cinematografico e sceneggiatore argentino
- 1943 - Angelo Azzolina, politico italiano († 2000)
- 1943 - Jim Barron, allenatore di calcio e ex calciatore inglese
- 1943 - Hal Blevins, ex cestista e allenatore di pallacanestro statunitense
- 1943 - Robert Llimós, scultore e pittore spagnolo
- 1943 - Takīs Oikonomopoulos, calciatore greco († 2025)
- 1943 - Narong Sangkasuwan, ex calciatore thailandese
- 1944 - Desmond Barrit, attore britannico
- 1944 - Vasilis Botinos, calciatore greco († 2022)
- 1944 - Filippo Faina, allenatore di pallacanestro italiano
- 1944 - Dick Lochte, scrittore statunitense
- 1944 - Jean-Paul Manganaro, saggista e traduttore francese
- 1944 - Antón Martínez, ex calciatore spagnolo
- 1944 - George McCrae, cantante statunitense
- 1944 - Bill Melchionni, ex cestista e allenatore di pallacanestro statunitense
- 1944 - Oh Yeong-su, attore sudcoreano
- 1944 - Agustín Tamames, ciclista su strada spagnolo
- 1944 - Peter Tosh, cantante e musicista giamaicano († 1987)
- 1945 - Byun Ho-young, ex calciatore sudcoreano
- 1945 - Angus Deaton, economista britannico
- 1945 - Divine, attore e cantante statunitense († 1988)
- 1945 - Alan Gallagher, giocatore di baseball statunitense († 2018)
- 1945 - Stanisław Grędziński, velocista polacco († 2022)
- 1945 - Gloria Jones, cantautrice statunitense
- 1945 - Carol Kidd, cantante britannica
- 1945 - John Lithgow, attore statunitense
- 1945 - Sharon Redd, cantante statunitense († 1992)
- 1945 - Jeannie C. Riley, cantante statunitense
- 1946 - Emerenzio Barbieri, politico italiano († 2025)
- 1946 - Jürgen Croy, allenatore di calcio e ex calciatore tedesco orientale
- 1946 - Jorge Habegger, allenatore di calcio argentino
- 1946 - Peter Holman, musicologo e direttore d'orchestra inglese
- 1946 - Robert Hue, politico francese
- 1946 - Ernesto Palacio, tenore peruviano
- 1946 - Philip Pullman, scrittore britannico
- 1946 - Pasquale Raschi, ex tiratore a segno sammarinese
- 1946 - Keith Reid, poeta e paroliere britannico († 2023)
- 1946 - Franz Schmidberger, presbitero tedesco
- 1946 - Eugenio Zanetti, drammaturgo, scenografo e pittore argentino
- 1947 - Luciano Capelli, vescovo cattolico e missionario italiano
- 1947 - Giorgio Cavazzano, fumettista italiano
- 1947 - Joseph Edward Rozzo, fotografo, docente e regista statunitense
- 1947 - Kundan Shah, regista e sceneggiatore indiano († 2017)
- 1947 - Gunnar Staalesen, scrittore norvegese
- 1948 - Carmen Fraga Estévez, politica spagnola
- 1948 - Patrick Simmons, chitarrista e polistrumentista statunitense
- 1948 - Pete Solley, tastierista, compositore e produttore discografico britannico († 2023)
- 1949 - Tat'jana Anisimova, ex ostacolista sovietica
- 1949 - Giovanni Columbu, artista e regista italiano
- 1949 - Lynn Dickey, ex giocatore di football americano statunitense
- 1949 - Will Franklin, ex cestista statunitense
- 1949 - Stanisław Gądecki, arcivescovo cattolico polacco
- 1949 - Vladimir Kravcov, pallamanista sovietico († 1999)
- 1949 - Daniele Pagani, attore italiano († 2019)
- 1949 - Marco Paoletti, attore italiano
- 1950 - Mike Barr, ex cestista e allenatore di pallacanestro statunitense
- 1950 - Salvatore Bianchetti, allenatore di calcio italiano
- 1950 - Alfredo Comis, politico italiano
- 1950 - Patrick Cowley, musicista statunitense († 1982)
- 1950 - Victor Dolipschi, lottatore rumeno († 2009)
- 1950 - George Fenton, compositore britannico
- 1950 - Mimmo Gangemi, ingegnere, scrittore e giornalista italiano
- 1950 - Poerio Mascella, calciatore italiano († 2021)
- 1950 - Gian Franco Schietroma, politico italiano
- 1950 - Franjo Vladić, calciatore jugoslavo († 2024)
- 1950 - Luke Witte, ex cestista statunitense
- 1950 - Frans van den Wijngaert, ex arbitro di calcio belga
- 1951 - Cástor Oswaldo Azuaje Pérez, vescovo cattolico venezuelano († 2021)
- 1951 - Demetrios Christodoulou, matematico e fisico greco
- 1951 - Giuseppe Flachi, mafioso italiano († 2022)
- 1951 - Valerij Gladilin, politico, ex calciatore e allenatore di calcio russo
- 1951 - Annie Golden, attrice e cantante statunitense
- 1951 - John Maddock, ex cestista australiano
- 1951 - Myriam Mézières, attrice, sceneggiatrice e cantante francese
- 1951 - Peter Pander, ex calciatore, dirigente sportivo e manager tedesco
- 1951 - Kurt Schrader, politico e veterinario statunitense
- 1952 - Verónica Castro, attrice, cantante e conduttrice televisiva messicana
- 1952 - Virginio Ferrari, dirigente sportivo e pilota motociclistico italiano
- 1952 - Edo Zanki, cantautore, compositore e produttore discografico tedesco († 2019)
- 1953 - Vermondo Brugnatelli, linguista, saggista e glottologo italiano
- 1953 - Mohamed Fakhir, allenatore di calcio e ex calciatore marocchino
- 1953 - Giuseppe Giulietti, giornalista, sindacalista e politico italiano
- 1953 - Lionel Hollins, ex cestista e allenatore di pallacanestro statunitense
- 1953 - Olivier Losco, ex calciatore maltese
- 1953 - José Luiz Majella Delgado, arcivescovo cattolico brasiliano
- 1953 - Mauro Marcheselli, fumettista e curatore editoriale italiano
- 1953 - Barbara Palombelli, giornalista, conduttrice televisiva e conduttrice radiofonica italiana
- 1953 - Wang Yi, politico e diplomatico cinese
- 1954 - Agnes Sigurðardóttir, vescova luterana islandese
- 1954 - Sam Allardyce, allenatore di calcio e ex calciatore inglese
- 1954 - Roberto Battelli, politico sloveno († 2024)
- 1954 - Joe Bryant, cestista e allenatore di pallacanestro statunitense († 2024)
- 1954 - Guy Dardenne, ex calciatore belga
- 1954 - Mario Morgoni, politico italiano
- 1954 - Shamuel Nachmias, ex cestista israeliano
- 1954 - Ken Stott, attore scozzese
- 1955 - Gregorio Bellocco, mafioso italiano
- 1955 - James Demmel, matematico e informatico statunitense
- 1955 - Roland Dyens, chitarrista, compositore e arrangiatore francese († 2016)
- 1955 - Sabine Haudepin, attrice francese
- 1955 - Jean Kambanda, politico e criminale ruandese
- 1955 - Kim Hee-chon, ex calciatore sudcoreano
- 1955 - Drew McDonald, ex pallanuotista statunitense
- 1955 - Lonnie Shelton, cestista statunitense († 2018)
- 1955 - Hisashi Unemoto, pilota motociclistico giapponese
- 1956 - Stephen Badger, ex nuotatore australiano
- 1956 - Sunny Deol, attore e regista indiano
- 1956 - Angelo Longoni, regista, sceneggiatore e drammaturgo italiano († 2025)
- 1956 - Roberta Manfredi, attrice, produttrice televisiva e conduttrice televisiva italiana
- 1956 - Roberto Nepote, dirigente d'azienda italiano
- 1956 - Darío Pereyra, allenatore di calcio, ex calciatore e dirigente sportivo uruguaiano
- 1956 - Carlo Urbani, medico e microbiologo italiano († 2003)
- 1956 - Bruce Weber, allenatore di pallacanestro statunitense
- 1957 - Dorinda Clark-Cole, cantautrice e conduttrice televisiva statunitense
- 1957 - Almir Franco de Lima, ex giocatore di calcio a 5 brasiliano
- 1957 - Olaf Heredia, ex calciatore messicano
- 1957 - Jürgen Milewski, ex calciatore tedesco
- 1957 - Karl Wallinger, cantante, compositore e polistrumentista britannico († 2024)
- 1957 - Zhang Yu, attrice cinese
- 1958 - Albert Brojka, ingegnere e politico albanese
- 1958 - Manlio Contento, politico italiano
- 1958 - Maurizio Corrado, saggista, architetto e drammaturgo italiano
- 1958 - Carmine Di Martino, filosofo italiano
- 1958 - Roberto Forcellini, ex nuotatore italiano
- 1958 - Dario Franceschini, politico e scrittore italiano
- 1958 - Pietro Generali, ex cestista italiano
- 1958 - Arnette Hallman, ex cestista statunitense
- 1958 - Hiromi Hara, allenatore di calcio e ex calciatore giapponese
- 1958 - Susanne Häusler, attrice tedesca
- 1958 - Malandrino e Veronica, comico italiano
- 1958 - Peter Mally, ex sciatore alpino italiano
- 1958 - Fientje Moerman, politica belga
- 1958 - Emanuele Rossi, costituzionalista e giurista italiano
- 1958 - Michael Steele, politico e avvocato statunitense
- 1958 - Angelo Trevisan, dirigente sportivo, allenatore di calcio e ex calciatore italiano
- 1959 - Nir Barkat, imprenditore e politico israeliano
- 1959 - Mike Jackel, ex cestista canadese
- 1959 - Ralf Lau, scacchista tedesco
- 1959 - Riccardo Nencini, politico e scrittore italiano
- 1959 - Oliviero de Quintajé, cantautore e musicista italiano († 2007)
- 1960 - Beate Eriksen, attrice e regista norvegese
- 1960 - Masamitsu Hidaka, regista e sceneggiatore giapponese († 2022)
- 1960 - Jennifer Holliday, cantante e attrice statunitense
- 1960 - Monica Jonsson, ex sciatrice alpina svedese
- 1960 - Takeshi Koshida, ex calciatore giapponese
- 1960 - Dave Saunders, ex pallavolista statunitense
- 1960 - Jim Thomas, ex cestista e allenatore di pallacanestro statunitense
- 1960 - Nuša Tome, sciatrice alpina jugoslava († 2015)
- 1960 - Daniel Woodgate, batterista britannico
- 1961 - David Egerton, rugbista a 15 e allenatore di rugby a 15 britannico († 2021)
- 1961 - Pedro Garay, ex calciatore paraguaiano
- 1961 - Albert Kidd, ex calciatore scozzese
- 1961 - Mauro Libè, politico italiano
- 1961 - Francesco Mollame, politico italiano
- 1961 - Juan Carlos Navarro, politico panamense
- 1961 - Kevin O'Callaghan, ex calciatore irlandese
- 1962 - Teddy Andreadis, tastierista statunitense
- 1962 - Fabio Aselli, ex calciatore italiano
- 1962 - Ruud Brood, allenatore di calcio e ex calciatore olandese
- 1962 - Valerij Brošin, allenatore di calcio e calciatore turkmeno († 2009)
- 1962 - Tracy Chevalier, scrittrice statunitense
- 1962 - Álvaro García Linera, politico boliviano
- 1962 - Evander Holyfield, ex pugile statunitense
- 1962 - Antonio Monda, scrittore, direttore artistico e conduttore televisivo italiano
- 1962 - Guido Winterberg, ex ciclista su strada svizzero
- 1963 - Lorenzo del Belgio, principe belga
- 1963 - Phil Davies, allenatore di rugby a 15 e ex rugbista a 15 gallese
- 1963 - Jim Dombrowski, ex giocatore di football americano statunitense
- 1963 - Rossella Drudi, sceneggiatrice e scrittrice italiana († 2025)
- 1963 - Jonathan Haidt, psicologo statunitense
- 1963 - Christian Hochstätter, ex calciatore tedesco
- 1963 - Kool Keith, rapper e produttore discografico statunitense
- 1963 - Mauricio Montero, ex calciatore costaricano
- 1963 - Charles Simpkins, ex triplista statunitense
- 1963 - Sinitta, cantante e personaggio televisivo statunitense
- 1964 - Márcio Bittencourt, allenatore di calcio e ex calciatore brasiliano
- 1964 - Chan Chi Kwong, ex calciatore e ex giocatore di calcio a 5 hongkonghese
- 1964 - Whiteson Changwe, calciatore zambiano († 1993)
- 1964 - Carlos Di Laura, ex tennista peruviano
- 1964 - Agnès Jaoui, regista, attrice e sceneggiatrice francese
- 1964 - Pierre Larrouturou, politico francese
- 1964 - Manuel Legris, ex ballerino, direttore artistico e coreografo francese
- 1964 - Ty Pennington, conduttore televisivo, modello e filantropo statunitense
- 1964 - Tiberio Timperi, giornalista, conduttore radiofonico e conduttore televisivo italiano
- 1965 - Brad Daugherty, ex cestista statunitense
- 1965 - Ricardo Galli, programmatore e hacker argentino
- 1965 - Andrew Murtha, ex pattinatore di short track australiano
- 1965 - Guido Sgardoli, scrittore italiano
- 1965 - Lucio Topatigh, ex hockeista su ghiaccio italiano
- 1965 - The Renegade, wrestler statunitense († 1999)
- 1966 - Giuseppe Campoccio, atleta paralimpico italiano
- 1966 - Jon Favreau, attore, regista e produttore cinematografico statunitense
- 1966 - Adrienne Goodson, ex cestista, allenatrice di pallacanestro e dirigente sportiva statunitense
- 1966 - Dīmītrīs Lyacos, scrittore greco
- 1966 - Mario Nava, economista e dirigente pubblico italiano
- 1966 - Daren Queenan, ex cestista statunitense
- 1966 - Meldrick Taylor, ex pugile statunitense
- 1966 - Cristian Teodorescu, scrittore romeno
- 1966 - David Vann, scrittore statunitense
- 1967 - Hibatullah Akhundzada, politico e militare afghano
- 1967 - Francesco Bonelli, attore, sceneggiatore e regista italiano
- 1967 - Diego Bosis, pilota motociclistico italiano († 2012)
- 1967 - Paolo Caiazzo, attore e cabarettista italiano
- 1967 - Massimiliano Caniato, allenatore di calcio e ex calciatore italiano
- 1967 - Claus Christiansen, ex calciatore danese
- 1967 - Brian Howard, ex cestista statunitense
- 1967 - Eddy Maillet, ex arbitro di calcio seychellese
- 1967 - Giuliano Noci, ingegnere italiano
- 1967 - Elisabetta Pasini, ex cestista italiana
- 1967 - Stefano Pesce, attore italiano
- 1967 - Mauro Piccoli, ex cestista italiano
- 1967 - Yōko Shimomura, compositrice e pianista giapponese
- 1968 - Óscar Cortés, ex calciatore colombiano
- 1968 - Gianni Crepaldi, ex siepista e ex maratoneta italiano
- 1968 - Blake Harper, ex attore pornografico canadese
- 1968 - Tamer Ismail, ex calciatore e ex giocatore di calcio a 5 egiziano
- 1968 - Herbert Kickl, politico austriaco
- 1968 - Carlo Marino, politico italiano
- 1968 - Ricardo Mendiguren, ex calciatore spagnolo
- 1968 - Vasile Miriuță, allenatore di calcio e ex calciatore rumeno
- 1968 - Laura Pavel, scrittrice, saggista e critica letteraria rumena
- 1968 - Yayan Ruhian, artista marziale e attore indonesiano
- 1969 - DJ Sammy, disc jockey spagnolo
- 1969 - Pedro Castillo, politico, sindacalista e insegnante peruviano
- 1969 - Caroline Catz, attrice britannica
- 1969 - Roger R. Cross, attore canadese
- 1969 - Cédric Daury, calciatore, allenatore di calcio e dirigente sportivo francese († 2024)
- 1969 - Danny Hesp, ex calciatore olandese
- 1969 - Vanessa Marshall, attrice e doppiatrice statunitense
- 1969 - Trey Parker, regista, sceneggiatore e attore statunitense
- 1969 - Herfried Sabitzer, allenatore di calcio e ex calciatore austriaco
- 1969 - Erwin Sánchez, allenatore di calcio e ex calciatore boliviano
- 1969 - Stefania Savi, ex mezzofondista italiana
- 1969 - Stefan Schwoch, dirigente sportivo e ex calciatore italiano
- 1969 - Dieter Thoma, ex saltatore con gli sci tedesco
- 1970 - Ivan Asić, allenatore di pallanuoto croato
- 1970 - Carlos Asprilla, allenatore di calcio e ex calciatore colombiano
- 1970 - Andy Comeau, attore statunitense
- 1970 - Chris Kattan, comico e attore statunitense
- 1970 - Nouria Mérah-Benida, ex mezzofondista algerina
- 1970 - Fabián Roncero, ex mezzofondista e maratoneta spagnolo
- 1970 - Vladimiro Selva, politico sammarinese
- 1971 - Andrea Amici, ex velocista italiano
- 1971 - Federica Cifola, imitatrice, comica e attrice italiana
- 1971 - Luzia Ebnöther, giocatrice di curling svizzera
- 1971 - Helén Eriksen, cantante e sassofonista norvegese
- 1971 - Matt Jackson, ex calciatore inglese
- 1971 - Hansjörg Jäkle, ex sciatore nordico tedesco
- 1971 - Saraya Knight, wrestler britannica
- 1971 - David Wagner, allenatore di calcio e ex calciatore tedesco
- 1972 - Megan Marcks, ex canottiera australiana
- 1972 - Dave Meyers, regista statunitense
- 1972 - Pras Michel, rapper, attore e produttore discografico statunitense
- 1972 - Donald Miranda, tuffatore italiano
- 1972 - Noritada Saneyoshi, ex calciatore giapponese
- 1972 - John Stack, scrittore irlandese
- 1972 - Styliani Tsikouna, ex discobola greca
- 1973 - Linda Andrews, cantante faroese
- 1973 - Hicham Arazi, ex tennista marocchino
- 1973 - Giada Ballan, nuotatrice artistica italiana
- 1973 - Federico Borgna, politico e attivista italiano
- 1973 - Aljaksandr Chackevič, allenatore di calcio e ex calciatore bielorusso
- 1973 - Pekka Himanen, filosofo e informatico finlandese
- 1973 - Camille Jones, cantante danese
- 1973 - Marc Lotz, ex ciclista su strada olandese
- 1973 - Okan Buruk, allenatore di calcio e ex calciatore turco
- 1973 - Francesca Palomba, disegnatrice italiana
- 1973 - Luigi Piangerelli, dirigente sportivo e ex calciatore italiano
- 1973 - Wang Shi-ting, ex tennista taiwanese
- 1974 - Davide Bendinelli, politico italiano
- 1974 - Daniele Dichio, allenatore di calcio e ex calciatore inglese
- 1974 - Massimo Epifani, allenatore di calcio e ex calciatore italiano
- 1974 - David Robert Mitchell, regista e sceneggiatore statunitense
- 1974 - Paulo Sérgio de Oliveira Silva, calciatore brasiliano († 2004)
- 1974 - Tesfaye Tola, ex maratoneta etiope
- 1974 - Andre Wadsworth, ex giocatore di football americano statunitense
- 1974 - Chris Whitaker, ex rugbista a 15, allenatore di rugby a 15 e dirigente sportivo australiano
- 1975 - Hilde Gerg, ex sciatrice alpina tedesca
- 1975 - Salif Keita, ex calciatore senegalese
- 1975 - Kenjirō Hata, fumettista giapponese
- 1975 - David Lilley, giocatore di snooker inglese
- 1975 - Ryan Oughtred, ex sciatore alpino canadese
- 1975 - Alessandro Rimassa, scrittore italiano
- 1975 - César Sanmartín, ex cestista spagnolo
- 1975 - Simone Vicquery, ex sciatore alpino italiano
- 1975 - Frederic Volante, fumettista italiano
- 1975 - Lars Winnerbäck, cantautore e musicista svedese
- 1976 - André Bucher, ex mezzofondista svizzero
- 1976 - Joe Duplantier, cantante, chitarrista e produttore discografico francese
- 1976 - Xabier Fernández, velista spagnolo
- 1976 - Omar Gooding, attore statunitense
- 1976 - Breaux Greer, ex giavellottista statunitense
- 1976 - Vanessa Guzmán, attrice messicana
- 1976 - Desmond Harrington, attore statunitense
- 1976 - Paul Hartley, allenatore di calcio e ex calciatore scozzese
- 1976 - Lars Kober, canoista tedesco
- 1976 - Pete Loeffler, cantante e chitarrista statunitense
- 1976 - Jon Petrie, rugbista a 15 e dirigente sportivo britannico
- 1976 - Hiroshi Sakai, ex calciatore giapponese
- 1976 - Nobuyuki Zaizen, ex calciatore giapponese
- 1977 - Habib Beye, allenatore di calcio e ex calciatore senegalese
- 1977 - Tina Dico, cantante e cantautrice danese
- 1977 - Filippo Furiani, calciatore italiano
- 1977 - Henry Quinteros, ex calciatore peruviano
- 1977 - Jason Reitman, regista, sceneggiatore e produttore cinematografico canadese
- 1977 - David Rubín, scrittore e fumettista spagnolo
- 1977 - Raúl Tamudo, ex calciatore spagnolo
- 1977 - Tatiana Zorri, allenatrice di calcio, ex calciatrice e ex giocatrice di calcio a 5 italiana
- 1978 - Enrique Bernoldi, ex pilota automobilistico brasiliano
- 1978 - Hortense Béwouda, ex velocista camerunese
- 1978 - Ruslan Chagayev, ex pugile uzbeko
- 1978 - Lee Isaac Chung, regista e sceneggiatore statunitense
- 1978 - Clint Hill, ex calciatore inglese
- 1978 - Vincent Macaigne, attore, regista e drammaturgo francese
- 1978 - Armand Ossey, ex calciatore gabonese
- 1978 - Nicolás Peric, ex calciatore cileno
- 1978 - Steffen Radochla, dirigente sportivo e ex ciclista su strada tedesco
- 1978 - Tulipa Ruiz, cantautrice e illustratrice brasiliana
- 1978 - Henri Sorvali, tastierista e chitarrista finlandese
- 1978 - Vanessa Viola, modella, conduttrice televisiva e attrice italiana
- 1978 - Kotaro Yamazaki, ex calciatore giapponese
- 1979 - Branimir Bajić, allenatore di calcio e ex calciatore bosniaco
- 1979 - Fabrizio Bucci, attore italiano
- 1979 - Matteo Gamba, pilota di rally italiano
- 1979 - Pierre Karleskind, oceanografo e politico francese
- 1979 - Jesse Dangerously, rapper canadese
- 1979 - Anucha Munjarern, giocatore di calcio a 5 thailandese
- 1979 - Magne Sturød, calciatore norvegese
- 1979 - Sachiko Sugiyama, ex pallavolista giapponese
- 1980 - José Bautista, ex giocatore di baseball dominicano
- 1980 - Marijan Budimir, allenatore di calcio e ex calciatore croato
- 1980 - Elizabeth A. Davis, attrice e cantante statunitense
- 1980 - Benjamin Fischer, ex calciatore liechtensteinese
- 1980 - Katja Herbers, attrice olandese
- 1980 - Anna-Karin Kammerling, nuotatrice svedese
- 1980 - Nikica Ljubek, canoista croato
- 1980 - Albert Meyong, ex calciatore camerunese
- 1980 - Berny Peña, ex calciatore costaricano
- 1980 - Fidel Amado Pérez, ex calciatore paraguaiano
- 1980 - Natalia Ríos, cestista argentina
- 1980 - Benjamin Salisbury, attore e ballerino statunitense
- 1981 - Christian Bautista, cantante e attore filippino
- 1981 - Gabrielle Dennis, attrice e comica statunitense
- 1981 - Kate Hornsey, ex canottiera australiana
- 1981 - Heikki Kovalainen, pilota automobilistico finlandese
- 1981 - Antonio Molinini, compositore, polistrumentista e arrangiatore italiano († 2021)
- 1981 - Iván Navarro, ex tennista spagnolo
- 1981 - Annamaria Quaranta, ex pallavolista italiana
- 1981 - Jonathan Santana, ex calciatore argentino
- 1981 - Karoline Schuch, attrice tedesca
- 1981 - Lucas Thwala, ex calciatore sudafricano
- 1981 - Federico Viviani, allenatore di calcio e ex calciatore italiano
- 1981 - Lindsey Vuolo, modella statunitense
- 1982 - Valerio Barigelli, giocatore di calcio a 5 italiano
- 1982 - Damian Cudlin, pilota motociclistico australiano
- 1982 - Brandon Curry, culturista statunitense
- 1982 - John Goldsberry, ex cestista statunitense
- 1982 - Chantal Groot, ex nuotatrice olandese
- 1982 - J.A. Happ, giocatore di baseball statunitense
- 1982 - Gillian Jacobs, attrice statunitense
- 1982 - Pekka Lagerblom, ex calciatore finlandese
- 1982 - Dragana Marinković, pallavolista croata
- 1982 - Andreas Matt, ex sciatore freestyle austriaco
- 1982 - Simone Mina, pallanuotista italiano
- 1982 - María Fernanda Neil, cantante, attrice e modella argentina
- 1982 - Louis Oosthuizen, golfista sudafricano
- 1982 - Gonzalo Pineda, allenatore di calcio e ex calciatore messicano
- 1982 - Bryce Pinkham, attore statunitense
- 1982 - Danny Pugh, allenatore di calcio e ex calciatore inglese
- 1983 - Diego Banti, ex cestista italiano
- 1983 - Clémence Beikes, ex cestista francese
- 1983 - Heidi Caldart, ex hockeista su ghiaccio italiana
- 1983 - Éder Carbonera, pallavolista brasiliano
- 1983 - Alessio, cantautore italiano
- 1983 - Rebecca Ferguson, attrice svedese
- 1983 - Vladimir Gabulov, dirigente sportivo e ex calciatore russo
- 1983 - Joo Jong-hyuk, attore e cantante sudcoreano
- 1983 - Tatu Lauslehto, pilota motociclistico finlandese
- 1983 - James Life, ex cestista statunitense
- 1983 - Andrew Lonergan, calciatore inglese
- 1983 - Alexander Meyer, ex calciatore tedesco
- 1983 - Brenton Rickard, ex nuotatore australiano
- 1983 - Su Huihuang, calciatore macaense
- 1983 - Dimit'ri T'at'anashvili, ex calciatore georgiano
- 1983 - Sara Tomko, attrice statunitense
- 1983 - Jorge Valdivia, ex calciatore cileno
- 1983 - Adrie Visser, ex ciclista su strada olandese
- 1983 - Zhang Xinxin, calciatore cinese
- 1984 - Brandy Aniston, attrice pornografica e regista statunitense
- 1984 - Danka Barteková, tiratrice a volo slovacca
- 1984 - Miroslav Božok, calciatore slovacco
- 1984 - Jérémy Chatelain, cantautore e produttore discografico francese
- 1984 - Presley Chweneyagae, attore sudafricano († 2025)
- 1984 - Saki Fujita, doppiatrice giapponese
- 1984 - Gramatik, musicista e produttore discografico sloveno
- 1984 - Edgar Jiménez, calciatore venezuelano
- 1984 - Nelson Laurence, calciatore seychellese
- 1984 - Damián Malrechauffe, allenatore di calcio e ex calciatore uruguaiano
- 1984 - Alloise, cantante ucraina
- 1984 - Oleksandr Ochrimenko, militare ucraino
- 1984 - Abdi Kassim Sadala, ex calciatore tanzaniano
- 1984 - Thundercat, polistrumentista e cantante statunitense
- 1984 - Kaio de Almeida, ex nuotatore brasiliano
- 1984 - Demián Álvarez, cestista uruguaiano
- 1985 - Sabina Bagińska, sollevatrice polacca
- 1985 - Paulo Roberto Castanhassi, ex giocatore di calcio a 5 e ex calciatore russo
- 1985 - Laurens Dassen, politico olandese
- 1985 - Ashlyn Harris, ex calciatrice statunitense
- 1985 - Akram Moghrabi, calciatore libanese
- 1985 - James Newman, cantautore britannico
- 1985 - Farooq Shah, ex calciatore pakistano
- 1985 - Kyle Visser, ex cestista statunitense
- 1985 - Justin Warsylewicz, pattinatore di velocità su ghiaccio canadese
- 1985 - Marina del Pilar Ávila Olmeda, politica e avvocata messicana
- 1986 - Joel Carli, allenatore di calcio e ex calciatore argentino
- 1986 - Mourad el-Mabrouk, cestista tunisino
- 1986 - Nuno Henrique Gonçalves Nogueira, ex calciatore portoghese
- 1986 - Monday James, ex calciatore nigeriano
- 1986 - Shaun Williams, calciatore irlandese
- 1987 - Zurab Arziani, ex calciatore georgiano
- 1987 - Rick Boogs, ex wrestler e powerlifter statunitense
- 1987 - Jonathan Domínguez, ex calciatore argentino
- 1987 - Franciele Aparecida do Nascimento, ex cestista brasiliana
- 1987 - George Friend, ex calciatore inglese
- 1987 - Artak Grigoryan, ex calciatore armeno
- 1987 - Samuel Groth, ex tennista australiano
- 1987 - Fumino Kimura, attrice e doppiatrice giapponese
- 1987 - Mac Koshwal, ex cestista sudanese
- 1987 - Chris McKnight, cestista statunitense
- 1987 - Saketh Myneni, tennista indiano
- 1987 - Júnior Lopes, ex calciatore brasiliano
- 1988 - Abdulaziz Al-Misha'an, calciatore kuwaitiano
- 1988 - Xavier Alexander, cestista statunitense
- 1988 - Rashed Alzaabi, cestista emiratino
- 1988 - Jalil Anibaba, ex calciatore statunitense
- 1988 - Drew Dober, artista marziale misto statunitense
- 1988 - Irene Escolar, attrice spagnola
- 1988 - Parveen Kaur, attrice canadese
- 1988 - Claudia Lösch, sciatrice alpina austriaca
- 1988 - Ma Yunwen, pallavolista cinese
- 1988 - Joseph Davide Natullo, nuotatore italiano
- 1988 - Saša Starović, pallavolista bosniaco
- 1988 - Szandra Szögedi, judoka ghanese
- 1988 - Mink van der Weerden, hockeista su prato olandese
- 1989 - David Bingham, calciatore statunitense
- 1989 - Suleiman Braimoh, cestista nigeriano
- 1989 - Empress Of, cantante statunitense
- 1989 - Mindaugas Kuzminskas, cestista lituano
- 1989 - Cory Mazzoni, giocatore di baseball statunitense
- 1989 - Marianne Mirage, cantautrice italiana
- 1989 - Nikolija, cantante e rapper serba
- 1989 - Mihail Perşin, giocatore di calcio a 5 kazako
- 1989 - Miroslav Stoch, ex calciatore slovacco
- 1989 - Brandon Thompson, ex giocatore di football americano statunitense
- 1989 - Taylor Thompson, ex giocatore di football americano statunitense
- 1989 - Martín Tonso, calciatore argentino
- 1989 - Moisés Velasco, ex calciatore messicano
- 1990 - Enrica Cipolloni, multiplista e altista italiana
- 1990 - Emma Coburn, siepista statunitense
- 1990 - Gagik Daġbašyan, calciatore armeno
- 1990 - Matthew Foschini, ex calciatore australiano
- 1990 - Jamelle Hagins, cestista statunitense
- 1990 - Alyz Henrich, modella venezuelana
- 1990 - Tim Hirsch, ex giocatore di football americano tedesco
- 1990 - Hassan Ibrahim, calciatore emiratino
- 1990 - Dušan Jovančić, calciatore serbo
- 1990 - Janet Leon, cantante svedese
- 1990 - Niverka Marte, pallavolista dominicana
- 1990 - Samantha Munro, attrice canadese
- 1990 - Samuel Nascimento, attore e cantante brasiliano
- 1990 - Diogo Piçarra, cantante portoghese
- 1990 - Ciara Renée, attrice, cantante e musicista statunitense
- 1990 - Pere Tutusaus, pilota motociclistico spagnolo
- 1991 - Paul-Loup Chatin, pilota automobilistico francese
- 1991 - Idris Dawud, cestista statunitense
- 1991 - Colton Dixon, cantante statunitense
- 1991 - Serdar Dursun, calciatore turco
- 1991 - Flávio Ferreira, ex calciatore portoghese
- 1991 - Travis Gerrits, sciatore freestyle canadese
- 1991 - Christopher Gerse, attore statunitense
- 1991 - Faf de Klerk, rugbista a 15 sudafricano
- 1991 - Grace Lau, karateka hongkonghese
- 1991 - Samantha Robinson, attrice statunitense
- 1992 - Lil Durk, rapper statunitense
- 1992 - Arcëm Bykaŭ, calciatore bielorusso
- 1992 - Robert Gojani, calciatore svedese
- 1992 - Gegham Kadimyan, calciatore armeno
- 1992 - Kim Ji-won, attrice sudcoreana
- 1992 - Conor McDermott, giocatore di football americano statunitense
- 1992 - Nemanja Nikolić, calciatore serbo
- 1992 - Kola, cantante ucraina
- 1992 - Ihor Radivilov, ginnasta ucraino
- 1992 - Elisa Stefanazzi, calciatrice italiana
- 1992 - Janek Sternberg, calciatore tedesco
- 1992 - Tobias Thomsen, calciatore danese
- 1992 - David Turpel, calciatore lussemburghese
- 1992 - Johannes Vall, calciatore svedese
- 1992 - Jacarra Winchester, lottatrice statunitense
- 1993 - Toon Aerts, ciclocrossista e ciclista su strada belga
- 1993 - Youna Dufournet, ginnasta francese
- 1993 - Kimberly García, marciatrice peruviana
- 1993 - Hunter King, attrice statunitense
- 1993 - Higinio Marín, calciatore spagnolo
- 1993 - Tre' McLean, cestista statunitense
- 1993 - Miguel Ángel Murillo, calciatore colombiano
- 1993 - Francisca Ordega, calciatrice nigeriana
- 1993 - KeiVarae Russell, giocatore di football americano statunitense
- 1993 - Abby Sunderland, velista statunitense
- 1993 - Jair Tjon En Fa, pistard surinamese
- 1993 - Brayan Moya, calciatore honduregno
- 1993 - Gavin Ware, cestista statunitense
- 1994 - Saifedine Alekma, lottatore francese
- 1994 - Guillermo de Amores, calciatore uruguaiano
- 1994 - Ángel Cardozo, calciatore paraguaiano
- 1994 - Alex Carter, giocatore di football americano statunitense
- 1994 - Astrið Foldarskarð, nuotatrice faroese
- 1994 - Matej Mohorič, ciclista su strada sloveno
- 1994 - Danila Semerikov, pattinatore di velocità su ghiaccio russo
- 1994 - Agnė Sereikaitė, pattinatrice di short track lituana
- 1994 - Rodrigo Vargas Castillo, calciatore boliviano
- 1994 - Chad Williams, giocatore di football americano statunitense
- 1994 - Eroll Zejnullahu, calciatore tedesco
- 1995 - Mohammed Abdulbasit, calciatore emiratino
- 1995 - Veronica Bertolini, ex ginnasta italiana
- 1995 - Frandiel Gómez, tuffatore dominicano
- 1995 - Phil Haynes, giocatore di football americano statunitense
- 1995 - Mujib Kassim, calciatore etiope
- 1995 - Harry Leask, canottiere britannico
- 1995 - Logan Moragne, giocatore di football americano statunitense
- 1995 - Toni Storm, wrestler neozelandese
- 1995 - Juan Thornhill, giocatore di football americano statunitense
- 1995 - Manuela Zinsberger, calciatrice austriaca
- 1996 - Mattia Bais, ciclista su strada italiano
- 1996 - Daniel Goodfellow, tuffatore britannico
- 1996 - Sergej Mitusov, cestista russo
- 1996 - Jerry St. Juste, calciatore olandese
- 1996 - Rebecca Šramková, tennista slovacca
- 1997 - Jimmy Dunne, calciatore irlandese
- 1997 - Camilla Mingardi, pallavolista italiana
- 1997 - Marco Riccioni, rugbista a 15 italiano
- 1997 - Federico Russo, attore italiano
- 1997 - Edoardo Soleri, calciatore italiano
- 1997 - Mara Taquin, attrice belga
- 1997 - Lindsey Vander Weide, pallavolista statunitense
- 1997 - Lachlan Wales, calciatore australiano
- 1997 - Ryōya Yamashita, calciatore giapponese
- 1998 - Katie Douglas, attrice canadese
- 1998 - Sidney Flanigan, attrice statunitense
- 1998 - Nicolás Fonseca, calciatore uruguaiano
- 1998 - Rakhat Kalzhan, lottatore kazako
- 1998 - Kyle Kirkwood, pilota automobilistico statunitense
- 1998 - Chris Rumph II, giocatore di football americano statunitense
- 1998 - Nate Watson, cestista statunitense
- 1998 - Yang Dingxin, goista cinese
- 1998 - Maria de Valdés Álvarez, nuotatrice spagnola
- 1999 - Jacob Dilling, sciatore alpino statunitense
- 1999 - Tejraj Pultoo, giocatore di badminton mauriziano
- 1999 - Gastón Pérez, calciatore uruguaiano
- 2000 - Bela Bartha, pallavolista rumeno
- 2000 - Marco Burch, calciatore svizzero
- 2000 - Souffian El Karouani, calciatore olandese
- 2000 - Bledar Lila, calciatore albanese
- 2000 - Antonio Pérez, giocatore di calcio a 5 spagnolo

## XXI secolo(19)
- 2001 - Shanyder Borgelin, calciatore haitiano
- 2001 - Diego Campillo, calciatore messicano
- 2001 - Rúben Amaral, calciatore portoghese
- 2001 - Leighton Clarkson, calciatore inglese
- 2001 - N'Faly Dante, cestista maliano
- 2001 - Edgardo Fariña, calciatore panamense
- 2001 - Samuel Lobato, calciatore portoghese
- 2001 - SpotemGottem, rapper statunitense
- 2001 - Abylaihan Jūmabek, calciatore kazako
- 2001 - Nelson Lemaire, calciatore dominicano
- 2001 - Art Parkinson, attore irlandese
- 2002 - Lasso Coulibaly, calciatore ivoriano
- 2002 - Katia Filippi, pattinatrice di short track italiana
- 2003 - Mateo Joseph, calciatore inglese
- 2003 - Jesse Kramer, ciclista su strada e ciclocrossista olandese
- 2004 - Jaydon Banel, calciatore olandese
- 2004 - Evan Ferguson, calciatore irlandese
- 2004 - Tereza Koldovská, combinatista nordica ceca
- 2005 - Liu Qingyi, danzatrice cinese